# Papija iz Hierapolisa
Papija je bil apostolski oče, ki je živel v drugem stoletju. Rodil naj bi se okrog leta 70, umrl pa okrog leta 130.
Vplival je na Ireneja, Hipolita in Viktorina. Od njegovih del je ohranjenih trinajst fragmentov, ki jih najdemo ravno pri Ireneju, pa tudi pri Evzebiju.
Evzebij ga imenuje kot enega izmed sedmih učencev apostola Janeza. Sodeč po Ireneju je bil sodobnik Polikarpa in učenec apostola Janeza. 
Ohranjena dela so nam pomembna, ker so redek vir, ki priča o nastanku evangelijev. Njegov najbolj znan ohranjen fragment označi evangelista Marka kot Petrovega prevajalca. Krajši fragment, ki govori o Matejevem evangeliju nam sporoči le, da naj bi ga ta sprva pisal v hebrejščini.